# 山田朝彦
山田 朝彦（やまだ ともひこ、1943年〈昭和18年〉 - ）は、日本の彫刻家。広島県出身。東京都文京区在住。
2012年より日展評議員を務める。2016年日展理事。また、日本彫刻会運営委員も務めている。日本金属工芸研究所会長取締役。

## 略歴
1943年、日本統治時代の朝鮮に生まれる。2年後の1945年、太平洋戦争敗戦により日本へ引き揚げ、本籍地を広島県福山市に移す。さらに翌々年の1947年、東京都へ移住した。
年度不明ながら私立城北高等学校卒業。
1966年、明治大学商学部を卒業。1970年、太平洋美術学校入学、彫刻を学ぶ。
1973年、太平洋美術展にて文部大臣奨励賞を受賞、以後1996年まで出品を続ける。また翌1974年、日彫展、日展の双方で入選、以後太平洋美術展と同様に毎年出品を続ける。太平洋美術展では1984年に会員秀作賞、1985年に堀進二賞を受賞している。
1980年、彫刻グループ’80を結成、1989年まで続いた。
1987年、1990年の2回、日展特選を受賞した。1992年より日展委嘱を務め、1998年より日展審査員を務めるようになる。
2012年、日展評議員に就任。同年、「こもれび」が日展文部科学大臣賞受賞。
2016年6月、2015年（平成27年）改組第2回日展出品作「朝の響き」により日本芸術院賞受賞。

## 主な作品

神楽坂商店街に設置されている田畑小穂（コボちゃん）の銅像

- 『キューピッド』 - 東京都中央区銀座、天賞堂前[1]
- 『創立者』 - 明治大学キャンパス内4か所[1]
- 『コボちゃん』 - 東京都新宿区早稲田通り[7]